# 바투루
바투루(만주어: ᠪᠠᡨᡠᡵᡠ baturu, 한국 한자: 巴图鲁 파도로)는 만주어로 "용사"를 의미하는 말로 그 어원은 몽골어로 같은 의미인 바가투르다. 만주인 왕조인 청나라에서 일종의 영예 칭호로 사용되었다.
청의 바투루 칭호는 바투루 칭호만을 주는 경우와 바투루에 더해 한문 또는 만주어로 자격어를 더하는 경우 두 가지 용법이 있다. 청나라 초기까지 바투루 칭호는 세습제이며, 도로이 기윤왕을 칭하고 "도로이 바투루 기윤왕" 등과 같이 사용했지만 강희제 이후로는 점차 사용하지 않게 되었다.
청은 당초 바투루 칭호를 엄격하게 관리하여 사료에 그 칭호가 주어진 예는 천명제 때부터 함풍제 즉위년(1850년)까지 불과 33명 뿐이다. 또한 바투루 칭호는 오랫동안 만주인과 몽골인의 무관 칭호이며, 한인 바투루는 가경제 때에야 처음 나오게 된다. 이렇게 엄격한 관리하에 있었던 칭호지만 함풍 연간 이후로는 남발이 시작되어 문관에게도 주어지게 되고 한 번 전쟁이 있을 때마다 수십 명에게 뿌려지면서 외국인에게도 칭호가 주어지는 사례가 생기면서 칭호의 가치가 떨어졌다.

## 대표적 수훈자
- 구왈기야 오보이(ᡤᡡᠸᠠᠯᡤᡳᠶᠠ
ᠣᠪᠣᡳ, 1610년경-1669년): 만주인.
- 향영(向榮, 1801년-1856년): 한인.
- 장국량(張國樑, 1810년-1860년): 한인. 1853년 수훈.
- 증국번(曾國藩, 1811년-1872년): 한인.
- 송경(宋慶, 1820년-1902년): 한인.
- 포초(鮑超, 1828년 – 1886년): 한인.
- 프레드릭 타운센드 워드(Frederick Townsend Ward, 1831년-1862년): 미국인.
- 윌리엄 메스니(William Mesny, 1842년-1919년): 잉글랜드인.